# Егоров, Николай Николаевич
Никола́й Никола́евич Его́ров (род. 31 августа 1955, Залари, Иркутская область) —российский юрист, специалист по криминалистической технике и исследованию вещественных доказательств, доктор юридических наук (2006), профессор кафедры криминалистики юридического факультета МГУ (2016); член редколлегии журнала «Законодательство».

## Биография
Николай Егоров родился в посёлке Залари (Заларинский район, Иркутская область) 31 августа 1955 года; в 1976 году он начал служить в органах внутренних дел — проработал в структурах МВД до 2006 года, занимая должности как среднего, так и старшего начальствующего состава. Окончил Омскую высшую школу милиции МВД СССР (1981). В 2006 году он был уволен из МВД «по достижении предельного возраста» — стал полковником милиции в отставке.
В период с 1983 по 1986 год Егоров учился очной адъюнктуре при Академии МВД СССР; в 1987 году он защитил кандидатскую диссертацию и стал кандидатом юридических наук. Уже в XXI веке, в 2005 году, он успешно защитил диссертацию «Теоретические и прикладные проблемы учения о вещественных доказательствах», став доктором юридических наук. В 1991 году получил ученое звание доцента на юрфаке МГУ, а в 2009 году был избран профессором на кафедре криминалистики. По данным на 2019 год, читал студентам МГУ лекции по всему курсу криминалистики.

## Основные работы
Николай Егоров специализируется на проблемах криминалистической техники и тактики, включая исследование вещественных доказательств; является автором и соавтором более 120 научных публикаций, включая пять монографий и два научно-практических пособия. Входит в число соавтором восьми учебников по криминалистике:
- «Вещественные доказательства: собирание и возможности исследования» (соавт., 2017).
- Криминалистика: вопросы и ответы, 2010.
- Вещественные доказательства: уголовно-процессуальный и криминалистический аспекты, 2007.